# Condado de Bagaes
El condado de Bagaes es un título nobiliario español creado por la reina Isabel II el 13 de enero de 1853 a favor de Manuel Pastor y Fuentes, con el vizcondado previo de San Bernardo.

## Condes de Bagaes
|                        | Titular                            | Periodo                |
| Creación por Isabel II | Creación por Isabel II             | Creación por Isabel II |
| ---------------------- | ---------------------------------- | ---------------------- |
| I                      | Manuel Pastor y Fuentes            | 1853-1859              |
| II                     | Bernardo Losada y Pastor           | 1859-1910              |
| III                    | Manuel Losada y Sánchez-Arjona     | 1910-1957              |
| IV                     | Bernardo Losada y Lazo             | 1957-2008              |
| V                      | María del Carmen Losada de la Cova | 2008-actual titular    |

## Historia de los condes de Bagaes
- Manuel Pastor y Fuentes (-7 de agosto de 1858), I conde de Bagaes, mencionado como uno de los amantes de la reina Isabel II.

Le sucedió el hijo de su hermana María de los Dolores Pastor y Fuentes.
- Bernardo José Losada y Pastor (1828-?), II conde de Bagaes.

Le sucedió:
- Manuel Losada y Sánchez-Arjona (1878-1956), VI conde del Álamo, III conde de Bagaes, II conde del Palancar (rehabilitado a su favor en 1916), II vizconde de Guadalupe (rehabilitado a su favor en 1916).

1. Casó con María de los Dolores Lazo y García. Le sucedió su hijo:

- Bernardo Losada y Lazo (-2008), IV conde de Bagaes, IV conde del Palancar (por sucesión de su hermano José María, III conde del Palancar), III vizconde de Guadalupe.

1. Casó con María de la Concepción de la Cova y Benjumea. Le sucedió su hija:

- María del Carmen Losada y de la Cova (1941-), V condesa de Bagaes, IV vizcondesa de Guadalupe (revocada la real carta de sucesión en el título de vizcondesa de Guadalupe).[2]